# 손승원
손승원(孫承源, 1990년 6월 29일 ~ )은 대한민국의 전직 뮤지컬 배우이다.

## 학력
- 계원예술고등학교
- 서울예술대학교 연기과

## 출연 작품

### 뮤지컬
| 연도      | 제목                                      | 역할     | 비고                      |
| --------- | ----------------------------------------- | -------- | ------------------------- |
| 2009~2010 | 《스프링 어웨이크닝》                     | 싱어     |                           |
| 2010      | 《꿈꾸는 사람》                           |          |                           |
| 2011      | 《웰컴맘》                                | 힘찬     |                           |
| 2011~2012 | 《쓰릴미》                                | 나       |                           |
| 2013      | 《Trace U》                               | 구본하   |                           |
| 2013      | 《헤드윅》                                | 헤드윅   |                           |
| 2013      | 《2013서울뮤지컬페스티벌》                |          |                           |
| 2013      | 《잃어버린 얼굴1895》                     | 휘       |                           |
| 2013~2014 | 《벽을 뚫는 남자》                        | 신문팔이 |                           |
| 2014      | 《헤드윅》                                | 헤드윅   |                           |
| 2015      | 《이재균, 손승원 콘서트 - 문어지지마요》  |          |                           |
| 2016      | 《전설의 콘써트》                         |          |                           |
| 2016      | 《글로컬 뮤지컬 라이브 쇼케이스》         |          |                           |
| 2016      | 《뮤지컬 토크 콘서트 집들이 나머지 수업》 |          |                           |
| 2016      | 《베어 더 뮤지컬》                        | 피터     |                           |
| 2016~2017 | 《그날들》                                | 강무영   |                           |
| 2017~2018 | 《팬레터》                                | 정세훈   |                           |
| 2018      | 《알앤제이》                              | 학생1    |                           |
| 2018      | 《랭보》                                  | 랭보     | 음주운전 사고로 인한 하차 |

### 연극
- 2012년~2013년 《밀당의 탄생》 - 서동 역
- 2016년 《히스토리 보이즈》 - 포스너 역

### 드라마
| 연도      | 방송 | 제목                                | 역할            | 비고 |
| --------- | ---- | ----------------------------------- | --------------- | ---- |
| 2014      | KBS2 | 《KBS 드라마 스페셜 - 다르게 운다》 | 류지한          |      |
| 2014~2015 | KBS2 | 《달콤한 비밀》                     | 한진우          |      |
| 2014~2015 | KBS2 | 《힐러》                            | 젊은시절 김문식 |      |
| 2015      | KBS2 | 《너를 기억해》                     | 최은복          |      |
| 2016      | KBS2 | 《동네변호사 조들호》               | 변승모          |      |
| 2016      | JTBC | 《청춘시대》                        | 임성민          |      |
| 2016~2017 | MBC  | 《행복을 주는 사람》                | 이건우          |      |
| 2017      | JTBC | 《청춘시대 2》                      | 임성민          |      |
| 2018      | JTBC | 《으라차차 와이키키》               | 봉두식          |      |

### 영화
- 《글러브》 (2011년) ... 박충남 역
- 《전설의 주먹》 (2013년) ... 준수(과거) 역

### 예능
- 《미스터리 음악쇼 복면가왕》 (2017년 12월 24일 ~ 12월 31일, MBC) - 이 상한 건치미남 호두까기인형 (참가자)

## 사건
2018년 12월 26일 오전 4시 20분께 강남구 신사동에서 아버지의 벤츠 승용차로 다른 승용차를 들이받았다. 경찰은 그를 특정범죄가중처벌법상 도주치상 및 위험운전치상(윤창호법), 도로교통법상 음주운전 및 무면허운전 등 혐의로 긴급체포했다. 이미 3번의 음주운전 전력이 있었으며, 이번이 4번째였다. 일명 “윤창호법” 적용 첫 연예인이라는 불명예를 안았다.
그 동시에 뮤지컬 《랭보》에서도 하차하였다. 당시 동승자는 정휘로 밝혀지게 되었다.
서울중앙지방법원 영장전담 부장판사는 손승원에 대한 구속 전 피의자 심문(영장실질심사)을 연 뒤 "범죄가 소명되고 구속 사유와 필요성이 인정된다"라며 영장을 발부했다.
이 일로 인해 MBC 뿐 아니라 KBS SBS 출연금지 명단에 오르는 수모를 겪었다.